# Ictistygna
Ictistygna is een geslacht van kevers van de familie snoerhalskevers (Anthicidae).

## Soorten
- I. adusta Pascoe, 1866
- I. biformis Champion, 1916
- I. fasciata Champion, 1916
- I. macleayi Champion, 1916
- I. rugosa Buck, 1955
- I. tenuis Champion, 1916